# ウシコロシサソリ科
ウシコロシサソリ科（牛殺蠍科、学名 Buthidae）は、サソリ目に分類される科。別名キョクトウサソリ科と呼ばれることもあるが極東のみに分布しているわけではなく、世界中の熱帯・乾燥帯、温帯に分布している。
日本にはマダラサソリが産する。また、日本では全種が特定外来生物に指定されている。

## 概要
サソリの仲間としては最大の科で、2022年現在、96属、840種が属する。非常に大きなグループ（ササエナシサソリ属、ジトゲオサソリ属、シトヤカウシコロシサソリ属、テテウスサソリ属）がいくつか知られているが、種数が少ないものや一種一属も多く存在する。 新種は年に数種の割合で記載されている。世界中の熱帯・乾燥帯、温帯に国際的に分布している。
1837年にカール・ルードヴィッヒ・コッホによって記載され、いくつかの種類は副針を持つ。

## 特徴
大型の種類は少なく、平均して小型から中型種が多い。チビテテウスサソリ属やチビウシコロシサソリ属の種は2cm未満である。大型のものは、ヒトコロシサソリ属、ジトゲオサソリ属、フクウシコロシサソリ属で、大きい種類で12cmに達する。側眼は2対から5対のものが多い。ベジョビスサソリ科に似ている種類も多い。
特に旧世界のウシコロシサソリ科の多くは後腹部は太い。また、鋏は細く、ピンセット状になっているものが多い。色彩は一様に黄土色から褐色が多いが、黒色や、より鮮やかな色彩をもつものもある。中にはナミハカリサソリ属やリカスサソリ属などではより顕著な模様や形状を持つ種類も存在する。

## 分布
世界中の熱帯・乾燥帯、温帯。

## 上位分類
ウシコロシサソリ科はヒメミワクサソリ科と共にウシコロシサソリ上科を形成する。
- ウシコロシサソリ上科　 Buthoidee
  - ウシコロシサソリ科　Buthidae
  - ヒメミワクサソリ科　Microcharmidae

## 毒性およびヒトとの関係
ヒトコロシサソリ属、ジトゲオサソリ属、ホッテントット属、ナメラカオサソリ属、フクウシコロシサソリ属、テテウスサソリ属の種類はその強い毒で有名である。テテウスサソリ属の同定は困難であり、毒の詳細なデータはウシコロシサソリ科のごく一部しか存在しない。イグサチガイクシサソリの毒はキューバの伝統医学で使用されており、癌の薬として試用されている。

## 毒性メカニズム
研究対象のウシコロシサソリ科の毒素は、神経を過分極させ不活性化を遅らせ、数時間続く痛みを伴う神経痛を引き起こすことが分かっている。多くの毒素は、Na+チャネルを早期に開口させ、ナトリウムイオンの過剰な漏出を引き起こし、神経信号伝達の引き金となる。 また、K+チャネルと結合してカリウムイオンの流出を防ぎ、過分極した神経膜が脱分極して静止状態に戻るのを妨げる毒素も見つかっている。
旧世界に産するウシコロシサソリ科と新世界に産するウシコロシサソリ科（それぞれアフリカ・アジアとアメリカ大陸産）のNa+チャネル毒素は、タンパク質の相同性および作用機序が類似している。この2つのグループの毒素は、1億5千万年前に分岐する前の進化的祖先から派生したものと推測されている。

## 日本での扱い
日本にはマダラサソリが産するが、マダラサソリを含めウシコロシサソリ科全種が特定外来生物に指定されている。